# Grylaż
Grylaż, grelaż, także masa grylażowa (grelażowa) (z franc. grillage, pieczenie, smażenie) – masa do przekładania lub nadziewania wyrobów cukierniczych, np. karmelków. Jest przyrządzana z nasion oleistych (najczęściej orzechów arachidowych, nerkowca) zmiażdżonych, roztartych i upalonych wraz z cukrem do barwy jasnobrązowej. Do produkcji grylażu używany jest także utwardzony tłuszcz roślinny (w ilości do 40%). Od zawartości tego składnika zależy konsystencja masy grylażowej, która może być stała, mazista lub krucha.